# Armand Desmarets de Saint-Sorlin
Pour les articles homonymes, voir Desmarets et Saint-Sorlin (homonymie).
Armand Desmarets de Saint-Sorlin est un maître écrivain français actif au milieu du XVIIe siècle.

## Biographie
Il est le frère[réf. nécessaire] de Jean Desmarets de Saint-Sorlin (1595-1676), poète et dramaturge français.

## Œuvres

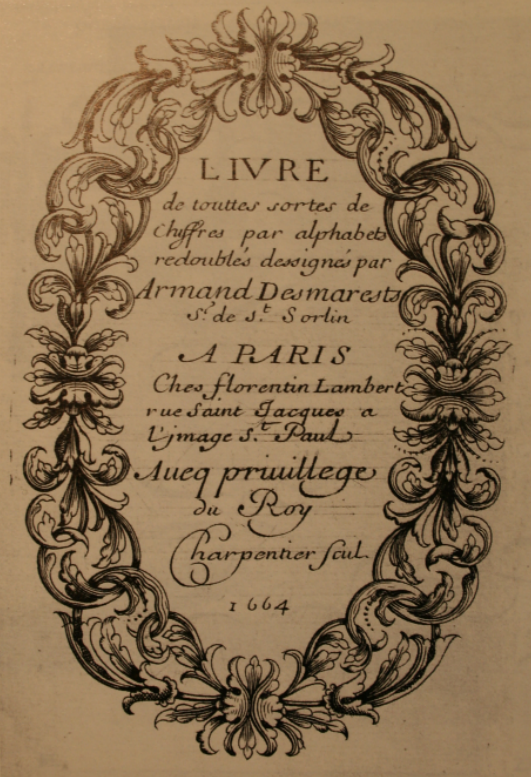
Page de titre du Livre de touttes sortes de chiffres... (1664).

- Livre de toutes sortes de chiffres par alphabets redoublés dessignés par Armand Desmarets, Sr de St Sorlin. Paris : Florentin Lambert en 1664 (grav. par Charpentier). 8°, 100 pl. gr. (Rouen BM). Cat. Destailleur n° 903, Cat. Jammes n° 26.

Outre le titre, l'ouvrage contient 50 pl. non numérotées de grands chiffres et 50 pl. numérotées de chiffres entrelacés classés alphabétiquement. Le privilège est daté du 21 avril 1664.
- Livre de toutes sortes de chiffres par alphabets redoublés dessignés par Armand Desmarets, Sr de St Sorlin. Paris : Le Blond, 1695 (grav. par Charpentier). 8°, 50 pl. gr. Cat. Destailleur n° 904.

Outre le titre, l'ouvrage contient 50 pl. numérotées de chiffres entrelacés classés alphabétiquement.
- Paris BNF (Mss.) : Français 7106. Horoscope astrologique. 2°, 103 f. (cité d'après Bradley I, p. 281).
- Il dessina un grand chiffre royal à pleine page, dans le poème de son frère Clovis ou la France chrétienne (1657).